# Mutawaseta
Mutawaseta (tiếng Ả Rập: المتوسطة) là một ngôi làng Syria nằm ở Sinjar Nahiyah ở huyện Maarrat al-Nu'man, Idlib. Theo Cục Thống kê Trung ương Syria (CBS), Mutawaseta có dân số 616 người trong cuộc điều tra dân số năm 2004.